# Hydroptila mcgregori
Hydroptila mcgregori är en nattsländeart som beskrevs av Harris och Huryn 2000. Hydroptila mcgregori ingår i släktet Hydroptila och familjen smånattsländor. Inga underarter finns listade i Catalogue of Life.